# Miss Versatility Trot
Miss Versatility Trot, loppet är öppet för 4-åriga och äldre amerikanskfödda ston. Loppet kördes för första gången 2006. Loppet är ett sprinterlopp över 1609 meter med autostart som körs på Meadowlands Racetrack i East Rutherford i New Jersey i USA. Loppets första pris är 125 000 USD och körs med några försök under sommaren och därefter körs finalen september.

## Vinnare
| År   | Häst               | Land | Tid    | Far               | Kusk            | Tränare           |
| ---- | ------------------ | ---- | ------ | ----------------- | --------------- | ----------------- |
| 2022 | Atlanta            | USA  | 1:53.2 | Chapter Seven     | Yannick Gingras | Ron Burke         |
| 2021 | When Dovescry      | USA  | 1:56.2 | Muscle Hill       | David Miller    | Brett Pelling     |
| 2020 | Plunge Blue Chip   | USA  | 1:51.3 | Muscle Mass       | Åke Svanstedt   | Åke Svanstedt     |
| 2019 | Plunge Blue Chip   | USA  | 1:52.1 | Muscle Mass       | Åke Svanstedt   | Åke Svanstedt     |
| 2018 | Broadway Donna     | USA  | 1:53.1 | Donato Hanover    | David Miller    | Jim Campbell      |
| 2017 | Emoticon Hanover   | USA  | 1:52.0 | Kadabra           | Daniel Dube     | Luc Blais         |
| 2016 | Barn Doll          | USA  | 1:53.2 | Conway Hall       | Jeff Gregory    | Jeff Gregory      |
| 2015 | Bax Of Life        | USA  | 1:54.2 | Windsong's Legacy | Yannick Gingras | Jerry Duford      |
| 2014 | Classic Martine    | USA  | 1:54.1 | Classic Photo     | Tim Tetrick     | Chris Oakes       |
| 2013 | Maven              | USA  | 1:51.4 | Glidemaster       | Yannick Gingras | Jimmy Takter      |
| 2012 | Frenchfrysnvinegar | USA  | 1:54.0 | Angus Hall        | Jody Jamieson   | Jeffrey Gillis    |
| 2011 | Autumn Escapade    | USA  | 1:54.4 | Victory Sam       | David Miller    | Jonas Czernyson   |
| 2010 | Autumn Escapade    | USA  | 1:53.2 | Victory Sam       | David Miller    | Jonas Czernyson   |
| 2009 | Buck I St Pat      | USA  | 1:55.2 | Jailhouse Jesse   | Tim Tetrick     | Ron Burke         |
| 2008 | Susie's Magic      | USA  | 1:54.2 | Dream Vacation    | Jody Jamieson   | Tony O`Sullivan   |
| 2007 | Mystical Sunshine  | USA  | 1:53.2 | Yankee Glide      | Daniel Dube     | Christopher Ryder |
| 2006 | Lavec Dream        | USA  | 1:55.2 | Enjoy Lavec       | George Brennan  | Peter Kleinhans   |